# Vienna (Carolina del Norte)
Vienna es una pequeña área no incorporada ubicada del condado de Forsyth  en el estado estadounidense de Carolina del Norte.Viena, se incorporó una vez en 1794.